# OECD iLibrary

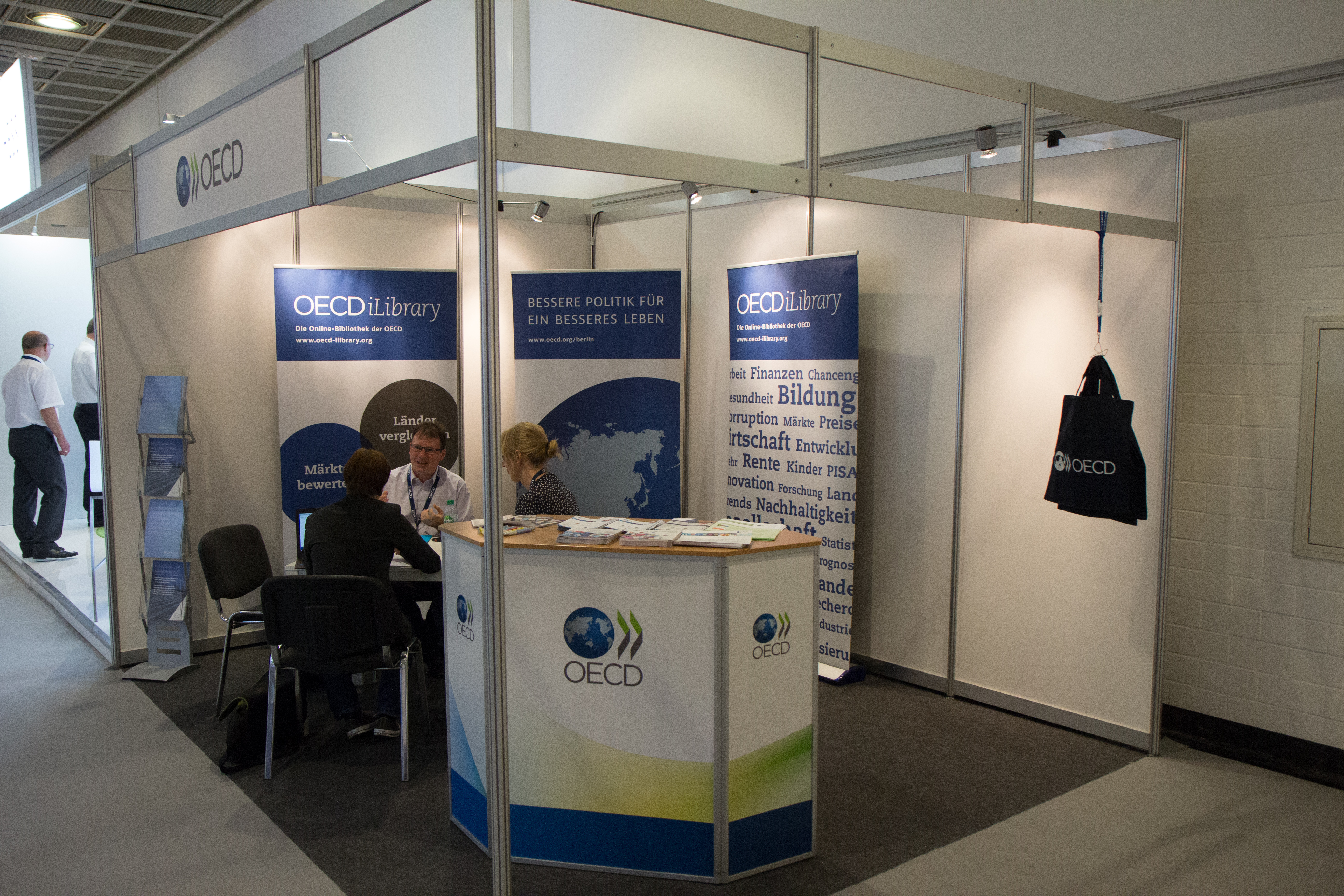
Stand der OECD iLibrary auf dem 106. Deutschen Bibliothekartag 2017 in Frankfurt

OECD iLibrary ist die Online-Bibliothek der OECD. Sie bietet Zugang zu allen Studien und Statistiken der OECD.

## Bestand und Bereitstellung
Sämtliche Bücher und Artikel stehen im Volltext als PDF-Dokument zur Verfügung. Mit Hilfe der Suchfunktionen können einzelne Titel recherchiert, online durchblättert und heruntergeladen werden. Gleiches gilt für die Statistiken der OECD. Dabei besteht die Möglichkeit, die Daten nach individuellen Anforderungen zu sortieren und maßgeschneiderte Tabellen und Grafiken zu erstellen. Die Online-Bibliothek bietet ein Zitatwerkzeug und ermöglicht durch feste URLs, DOIs und Crossref-Links gute Verlinkung.
Der Bestand der Bibliothek umfasst:
- 8.000 E-Books als PDF-Download (alle  OECD-Studien seit 1998)
- 37 elektronische Zeitschriften mit ca. 12.000 Artikeln (seit 1998)
- 3.300 OECD-Arbeitspapiere (seit 1983)
- 36 statistische Datenbanken mit über ca. 5 Milliarden Statistiken (seit 1960)
- 40.000 Excel-Tabellen

## Zugriff auf die Bibliothek
Teile der OECD iLibrary sind frei zugänglich (z. B. alle Excel Tabellen, Arbeitspapiere und das Factbook), der volle Zugriff ist jedoch kostenpflichtig. Es gibt über 150 Institutionen und Firmen im deutschsprachigen Raum mit unbeschränktem Zugang. Dazu gehören etliche Hochschulen sowie öffentliche Bibliotheken wie die Staatsbibliothek zu Berlin, Bayerische Staatsbibliothek, Sächsische Landesbibliothek und die Niedersächsische Staats- und Universitätsbibliothek. Registrierte Nutzer dieser Institutionen können die OECD iLibrary im vollen Umfang kostenfrei nutzen.

## OECD Studien und Statistiken
In OECD iLibrary findet man Studien und Statistiken aus dem gesamten Spektrum der OECD-Arbeit. Nahezu alle Themenbereiche werden abgedeckt, die für Regierungen und Bürger in einer globalisierten Welt von Bedeutung sind:
Allgemeine Wirtschaftsfragen, Beschäftigung und Arbeitsmarkt, Bildung (PISA-Studie, Bildung auf einen Blick), Energie (Internationale Energieagentur), Entwicklungspolitik (Öffentliche Entwicklungszusammenarbeit), Finanzen und Investitionen / Versicherung und Renten, Forschung und Informationstechnologie, Governance, Handel, Industrie / Dienstleistungen, Landwirtschaft / Ernährung, räumliche Entwicklung, Sozialpolitik, Migration und Gesundheit, Steuern, Umwelt und Verkehr